# Agrotis pteroglauca
Agrotis pteroglauca là một loài bướm đêm trong họ Noctuidae.